# تفنگداران پودهاله

صلیب کوهستان که تا سال ۱۹۴۵ نماد تفنگداران پودهاله بود.

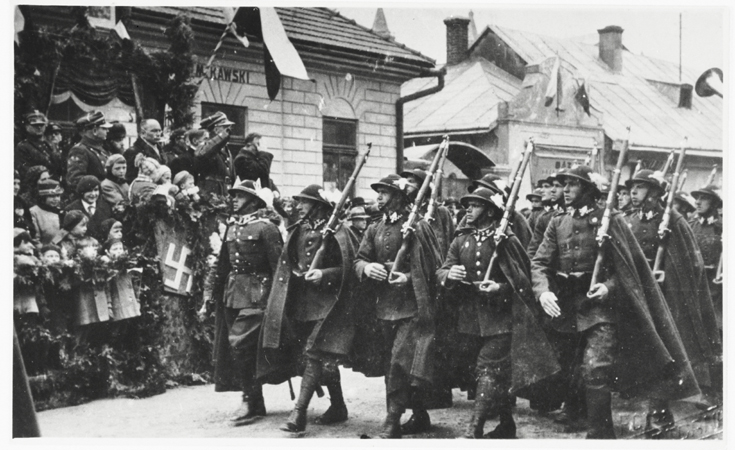
سربازان هنگ دوم تفنگداران پودهاله در لباس مخصوص خویش. سانوک سال ۱۹۳۶

تفنگداران پودهاله (لهستانی: Strzelcy podhalańscy) نامی سنتی برای واحدهای پیاده‌نظام کوهستانی نیروی زمینی لهستان است. این واحد نخستین بار توسط داوطلبانی از ناحیه پودهاله در سال ۱۹۱۸ ایجاد گشت، که در سال ۱۹۱۹ این واحدهای کوچک و جدا از هم در قالب دو لشکر ۲۱ و ۲۲ و سه تیپ کوهستانی که نیروهای نخبه ارتش لهستان محسوب می‌شدند، منسجم گشتند.
پس از شکست لهستان در جنگ با آلمان واحد تفنگداران پودهاله در فرانسه با نام تیپ مستقل کوهستانی لهستان ایجاد گشت که در نبرد نارویک و نبرد فرانسه جنگیدند و پس از شکست فرانسه به خاک سوئیس گریختند. در لهستان اشغالی نیز تحت نظارت ارتش میهنی واحدهایی از تفنگداران پودهاله برای جنگ پارتیزانی ایجاد گشت. امروزه تیپ ۲۱ تفنگداران پودهاله ادامه‌دار سنت‌های پیشین است.
نشان تفنگداران پودهاله یک گل سپیدگوهر و صلیب کوهستان (چیزی شبیه صلیب شکسته) است که در فرهنگ بومی مردم کوهستان‌نشین لهستان محبوب بود. پیش از جنگ جهانی دوم این یگان یکی از دو یگانی بود که اجازه داشتند لباسی به غیر از یونیفرم رسمی ارتش لهستان را بپوشند. این لباس که بر اساس پوشش محلی مردان کوهستان‌نشین طراحی شده بود امروزه هنوز هم در میان واحد افتخار مرزبانی لهستان به صورت رسمی پوشیده می‌شود.

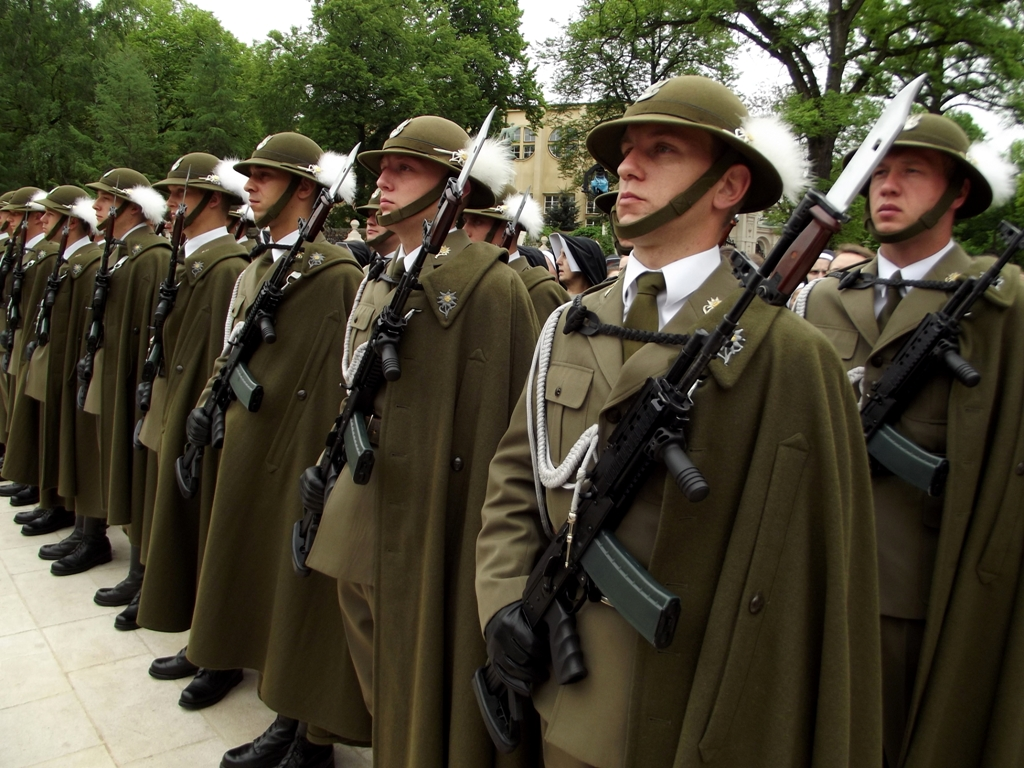
نیروهای واحد افتخار مرزبانی لهستان